# Grampa vs. Sexual Inadequacy
«Grampa vs. Sexual Inadequacy» (рус. Дедушка против сексуального бессилия) — десятый эпизод шестого сезона мультсериала «Симпсоны».

## Сюжет
Когда брак Мардж и Гомера становится скучным из-за затухания сексуальной жизни, Дедушка даёт Гомеру тоник, который гарантированно восстановит их сексуальную жизнь. Эффективность тоника приводит к тому, что Гомер и Дедушка строят свой бизнес «Симпсон и сын: восстанавливающий тоник» и начинают продавать его в разных городах. Однако, после посещения дома, в котором Гомер и Дедушка жили до 1963 года, они ссорятся. Когда они садятся в машину, Дедушка говорит Гомеру, что если бы он не принимал тоник, то Гомера бы не было. После криков Дедушки: «Ты был несчастным случаем!», обиженный Гомер выгоняет Дедушку из машины и решает вычеркнуть его из своей жизни. Он также пытается показать свою любовь детям, чего не было у Дедушки, но Барт и Лиза говорят, что старый Гомер лучше нового.
Барт и его друзья пытаются выяснить, куда исчезают взрослые вечером (на самом деле они просто используют тоник Дедушки). Они приходят в домик на дереве с разными теориями заговора, но ни одна из них не имеет отношение к тонику. Лиза, скептик, саркастически говорит, что взрослые — вампиры, которые возвращаются до полуночи, что пугает детей больше, чем остальные версии.
В депрессии, что он не стал хорошим отцом, даже когда пытался, Гомер возвращается в свой старый дом. Он видит фотографии, в том числе и себя, как ребёнка с рождественского утренника, он говорит, что Дедушки даже не было рядом, когда он видел Санта-Клауса. Позже Гомер понимает, что в костюме Санты был Дедушка, и он понимает, что его отец заботился о нём. Гомер и также пришедший в дом Дедушка одновременно совершают поджоги (Гомер случайно поджёг фотографию, а Дедушка кинул в камин бутылку тоника), после чего они выбегают на крыльцо и мирятся.

## Культурные отсылки
- После того, как Лиза покупает книгу бывшего вице-президента США Эла Гора «Хорошее планирование, разумное завтра», Гор празднует это под песню «Celebration» Kool & the Gang.
- Во время сцены погони звучит «Foggy Mountain Breakdown» из фильма «Бонни и Клайд».
- Когда Барт покупает книгу «Неопознанный летающий объект», звучит пародия на мелодию из сериала «Секретные материалы».
- Когда профессор Фринк пьёт тоник, он начинает выглядеть, как Бадди Лав из фильма «Чокнутый профессор».
- Дедушка произносит название болезни «Pneumonoultramicroscopicsilicovolcanoconiosis».

## Отношение критиков и публики
В своём первоначальном американском вещании эпизод стал 58-м, с 9,5 миллионами по рейтингу Нильсена. Это был третий самый высокий рейтинг шоу на сети Fox за ту неделю.
Авторы книги «I Can’t Believe It’s a Bigger and Better Updated Unofficial Simpsons Guide» Уэрэн Мартин и Адриан Вуд написали: «Это удивительный эпизод, в котором Гомер на самом деле помогает кому-то, а не отказывает. Однако они потом идут на расстоянии, так что семья сделала всё с убытком. Вы не можете помочь, но жалко Дедушку и то, что часть истории Симпсонов сгорела в огне.» . Нэйт Майерс из «Digitally Obsessed» написал: «В эпизоде показана большая и хорошая работа Дэна Кастеланнеты, как Гомера и Дедушки Симпсона. Эпизод богат на эмоции и на комические моменты. Заключительная сцена тщательно сделана, например, как Гомер возвращается в свой дом, потому что Кастелланета грациозно играет отношения отца и сына и смешит изо всех сил.»  Гид DVD Movie Колин Якобсон написал: «Я не помню его, как очень хороший эпизод, но он оказывается весьма сильным. Первоначальный сюжет, в котором у Гомера и Мардж не складывается сексуальная жизнь, предлагает много забавных моментов и сцен, в который Гомер и его отец сближаются и смешат. Это также может победить детский страх вампиров.» 